# Давід Мін
Давід Мін (нід. David Min; нар. 23 червня 1999, Зандам) — нідерландський футболіст, нападник клубу «Утрехт».

## Клубна кар'єра

### «Валвейк»
Почав займатися футболом в юнацькій команді «Фортуна Вормервер», а 2018 року приєднався до структури клубу «Валвейк». 13 вересня 2020 року в матчі проти «Вітессе» дебютував в Ередивізі в складі «Валвейка». 27 січня 2021 року в поєдинку проти «Фортуни» (Сіттард) забив свій перший гол за «Валвейк». В лютому 2021 року продовжив контракт з клубом до середини 2023 року.
15 серпня 2022 року відправився в оренду в клуб Еерстедивізі «Телстар» до кінця сезону. 26 серпня дебютував за «Телстар» в матчі Еерстедивізі проти клубу «Гелмонд Спорт». Свій перший гол за «Телстар» забив 9 вересня в матчі чемпіонату, відзначившись проти «Алмере Сіті». Всього за час оренди забив 7 м'ячів у 33 поєдинках за «Телстар».
Влітку 2023 року повернувся з оренди і продовжив контракт з «Валвейком» до 2025 року. 21 жовтня 2023 року в матчі Ередивізі проти «Волендама» відзначився першим голом в сезоні. 9 лютого 2024 року в матчі з НЕКом оформив свій перший дубль в Ередивізі. 13 квітня зробив свій другий дубль в сезоні у поєдинку Ередивізі проти АЗ. 5 травня в матчі чемпіонату проти «Гераклеса» відзначився хет-триком. В сезоні 2023–24 провів за «Валвейк» 29 матчів і забив 10 голів, ставши найкращим бомбардиром в своїй команді.

### «Утрехт»
31 травня 2024 року перейшов в «Утрехт», уклавши чотирирічний контракт. 11 серпня 2024 року дебютував за клуб у матчі Ередивізі проти «Зволле», вийшовши в стартовому складі. 5 жовтня в поєдинку Ередивізі проти своєї колишньої команди «Валвейка» забив свій перший гол за «Утрехт».
24 липня 2025 року в матчі кваліфікації Ліги Європи УЄФА проти молдавського «Шерифа» дебютував у єврокубках.

## Статистика виступів
Станом на 10 серпня 2025 
| Клуб              | Сезон             | Чемпіонат         | Чемпіонат | Чемпіонат | Кубок | Кубок | Єврокубки | Єврокубки | Інші  | Інші | Всього | Всього |
| Клуб              | Сезон             | Дивізіон          | Матчі     | Голи      | Матчі | Голи  | Матчі     | Голи      | Матчі | Голи | Матчі  | Голи   |
| ----------------- | ----------------- | ----------------- | --------- | --------- | ----- | ----- | --------- | --------- | ----- | ---- | ------ | ------ |
| Валвейк           | 2020–21           | Ередивізі         | 5         | 1         | 0     | 0     | —         | —         | 0     | 0    | 5      | 1      |
| Валвейк           | 2023–24           | Ередивізі         | 29        | 10        | 1     | 0     | —         | —         | 0     | 0    | 29     | 10     |
| Валвейк           | Всього            | Всього            | 34        | 11        | 0     | 0     | 0         | 0         | 0     | 0    | 34     | 11     |
| → Телстар         | 2022–23           | Еерстедивізі      | 32        | 7         | 1     | 0     | —         | —         | 0     | 0    | 33     | 7      |
| Утрехт            | 2024–25           | Ередивізі         | 27        | 3         | 3     | 2     | —         | —         | 0     | 0    | 30     | 5      |
| Утрехт            | 2025–26           | Ередивізі         | 1         | 1         | 0     | 0     | 3         | 0         | 0     | 0    | 4      | 1      |
| Утрехт            | Всього            | Всього            | 28        | 4         | 3     | 2     | 3         | 0         | 0     | 0    | 34     | 6      |
| Всього за кар'єру | Всього за кар'єру | Всього за кар'єру | 95        | 22        | 4     | 2     | 3         | 0         | 0     | 0    | 102    | 24     |

1. ↑  Матчі в Лізі Європи УЄФА